# Pegnitz (település)
Pegnitz város Németországban, azon belül Bajorországban, a város a Frank-Svájc nyugati kapujaként is ismert. Lakosainak száma 13 741 fő (2023. december 31.).

## Fekvése
Nürnbergtől északra fekvő település.

### Városrészei
| - Birklmühle - Bodendorf - Bronn - Buchau - Büchenbach - Großkrausmühle - Haidmühle - Hainbronn - Hammerbühl - Hedelmühle - Heroldsreuth - Herrenmühle - Hollenberg | - Horlach - Hufeisen-Waldhaus - Kaltenthal - Kleinkrausmühle - Körbeldorf - Kosbrunn - Kotzenhammer - Langenreuth - Lehm - Leups - Leupsermühle - Lobensteig | - Lüglas - Nemschenreuth - Neudorf - Neuhof - Oberhauenstein - Pegnitz (Hauptort) - Penzenreuth - Pertenhof - Reisach - Rosenhof - Scharthammer - Stein | - Stemmenreuth - Trockau - Troschenreuth - Unterhauenstein - Vestenmühle - Weidelwangermühle - Weidmannshöhe - Willenberg - Willenreuth - Wolfslohe - Ziegelhütte - Zips |

## Története

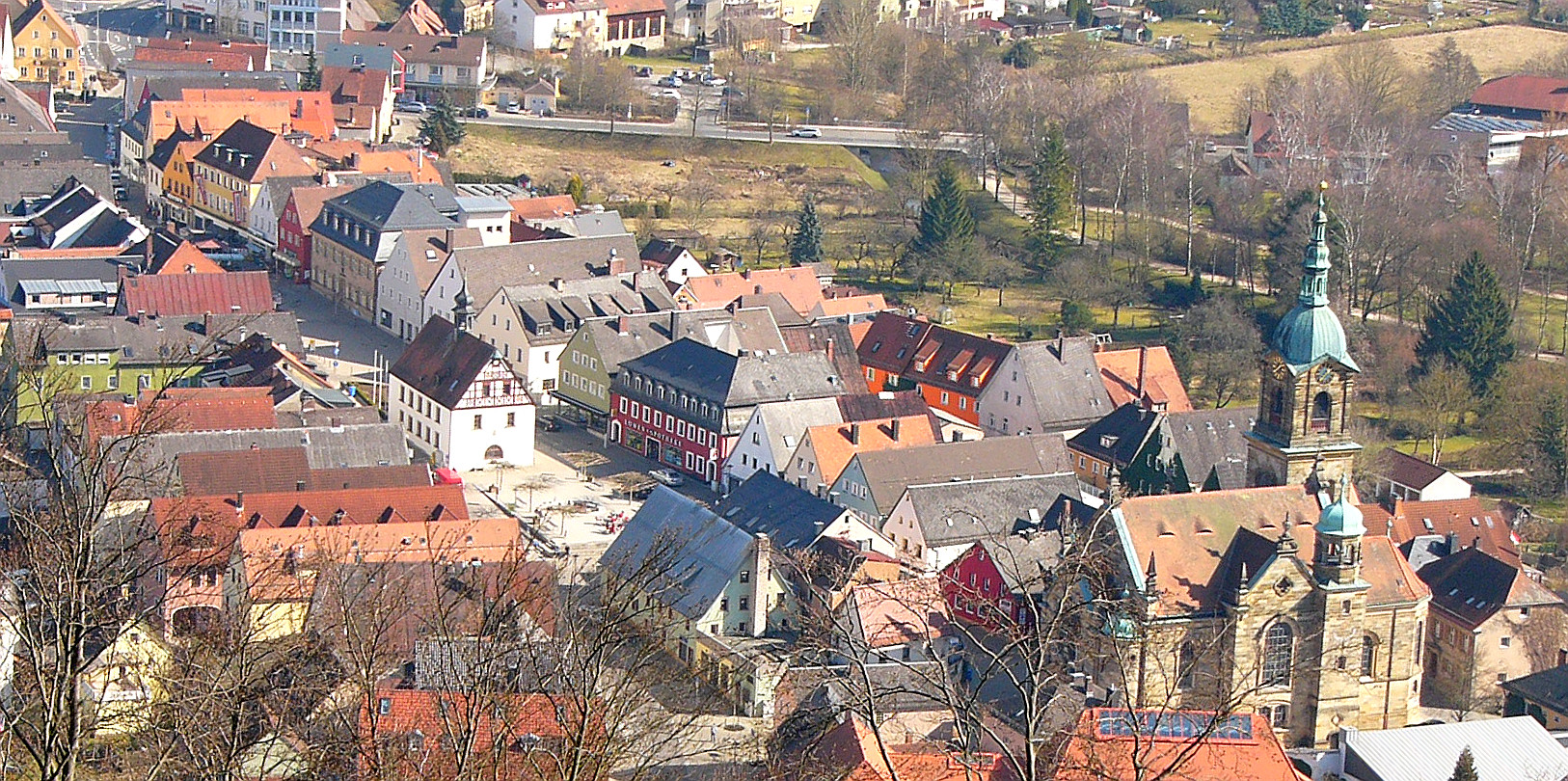
Pegnitz, városkép

Pegnitz 1368 óta város, azonban épületei közül csupán a szép, favázas városháza (Rathaus) maradt fenn, amely még a 16. században épült.
A várostól délre található a Pegnitz folyó szép völgye, ahol a hatalmas Veldensteini-erdőségben (Veldensteiner Forst) van a 35 négyzetkilométer területre kiterjedő nemzeti park, melyben látható a Vogetherd-barlang, óriási sziklakapujával mely Ranna falucskától érhető el. Krottensee határában pedig a Maximilianschöhle cseppkőbarlang húzódik, míg Neuhaus an der Pegnitz fölött egy 56 méter magas dolomitsziklán Veldenstein vára emelkedik. Az első erődítményt itt még a 11. században a bambergi püspökség emeltette a Veldeinsteini-erdőség védelmére. Karcsú, magas őrtornya (Wartturm) a 14. század végéről származik a külső- és belső várfalakkal és bástyatornyokkal együtt. 1725-ben a lőportornyot villámcsapás érte, azóta a vár félig rom. A sziklafalba vájt földalatti járat az úgynevezett Sólyomlyuk (Falkenloch) a hagyományok szerint a Sulzbach-Rosenberg fölötti Kőnigstein várával kötötte össze egykor Veldenstein várát.
1810-ben Pegnitz a Bajor Királysághoz került.

## Nevezetességek
- Városháza (Rathaus) - favázas épülete
- Veldensteini-erdőség - (Veldensteiner Forst) 35 km2-területű nemzeti parkja barlangokkal és Veldenstein várával

## Galéria

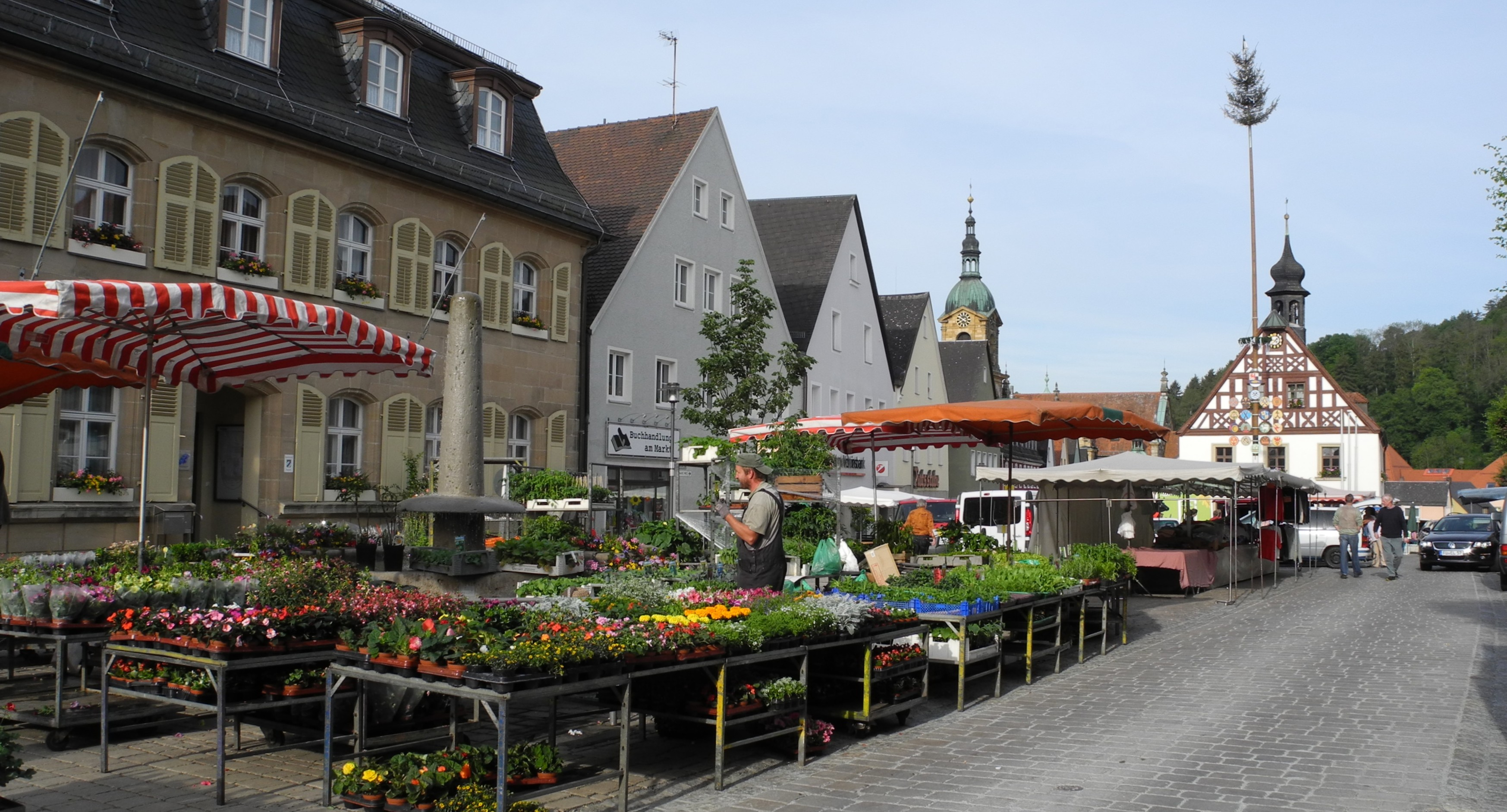
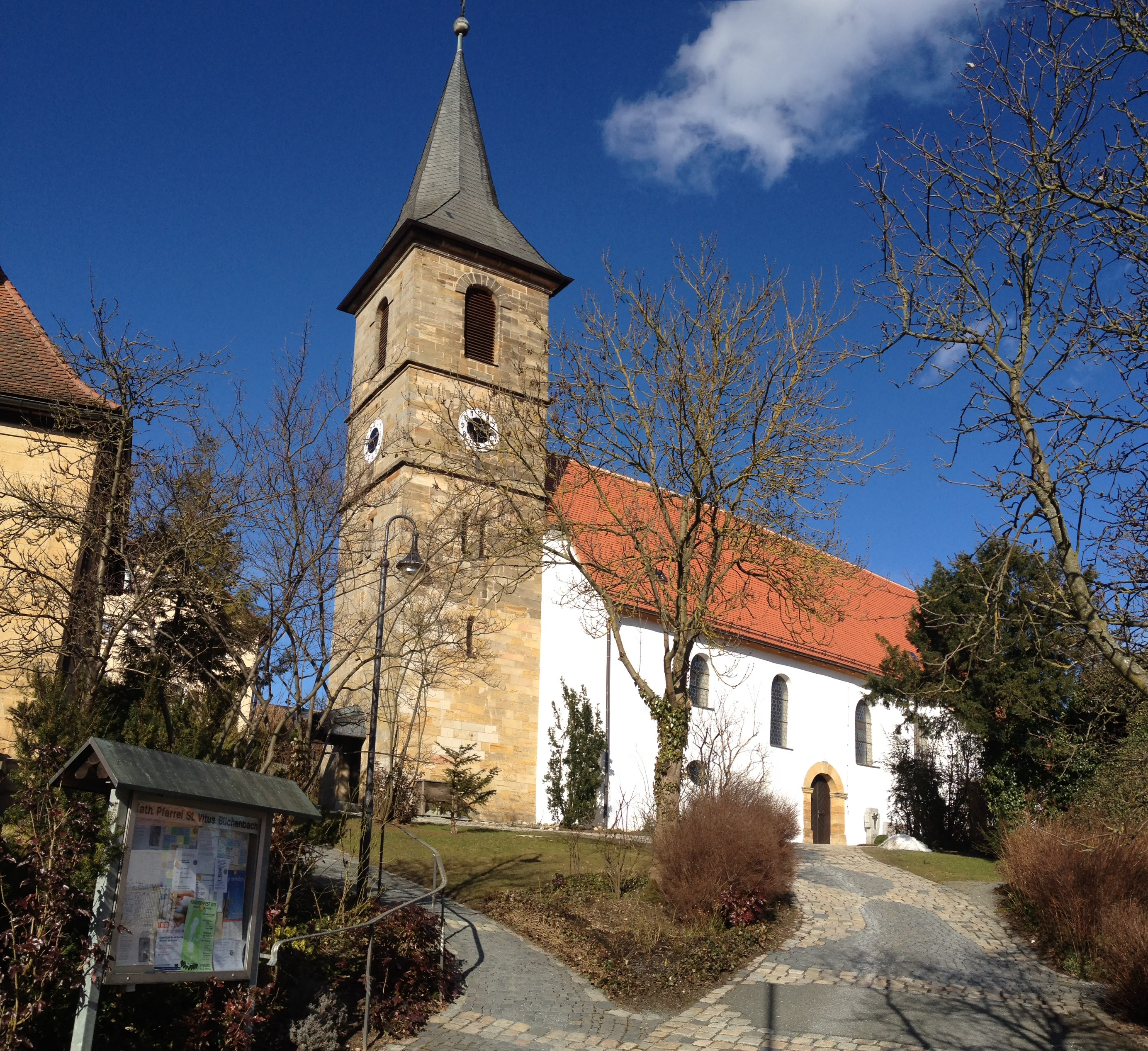
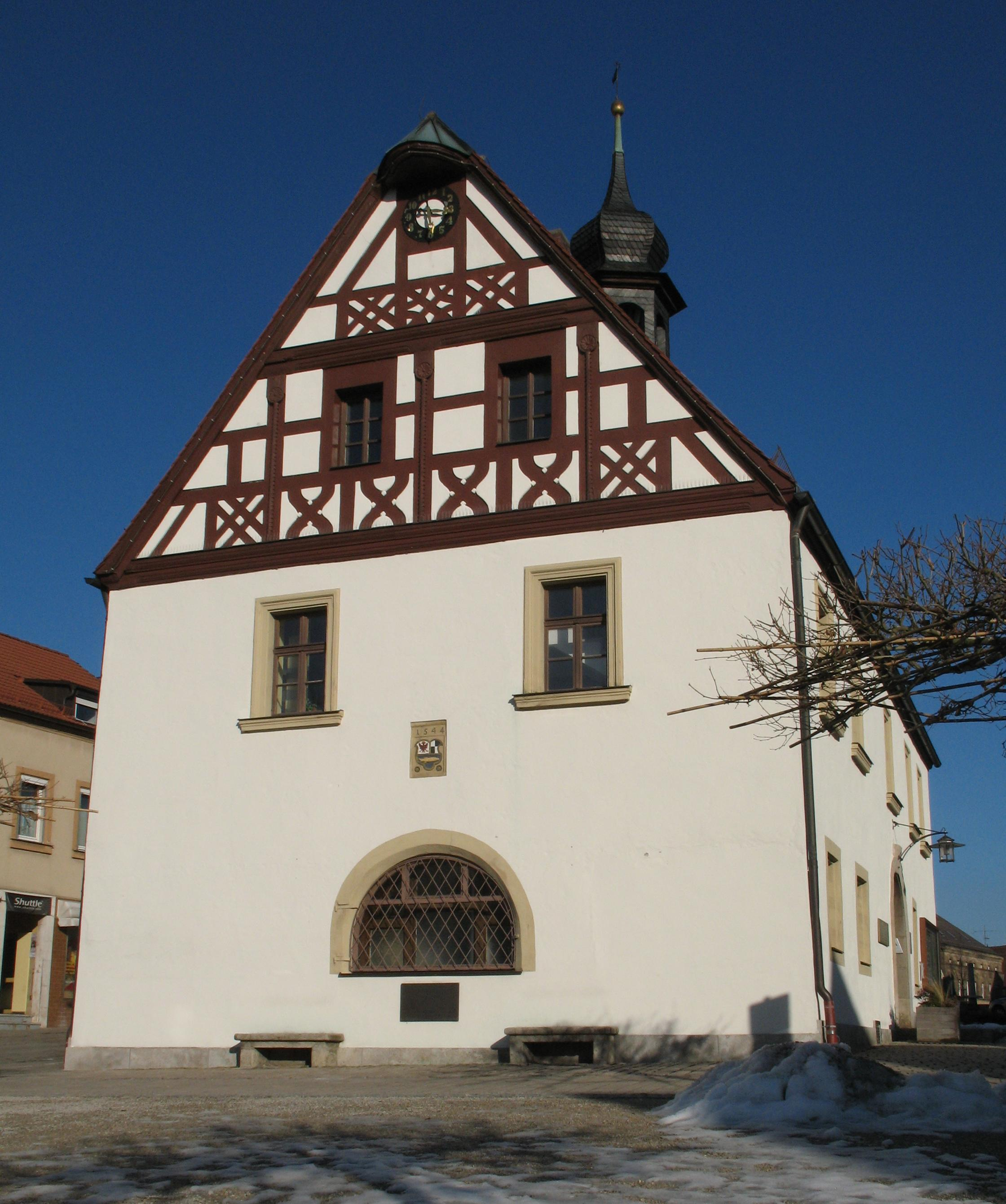
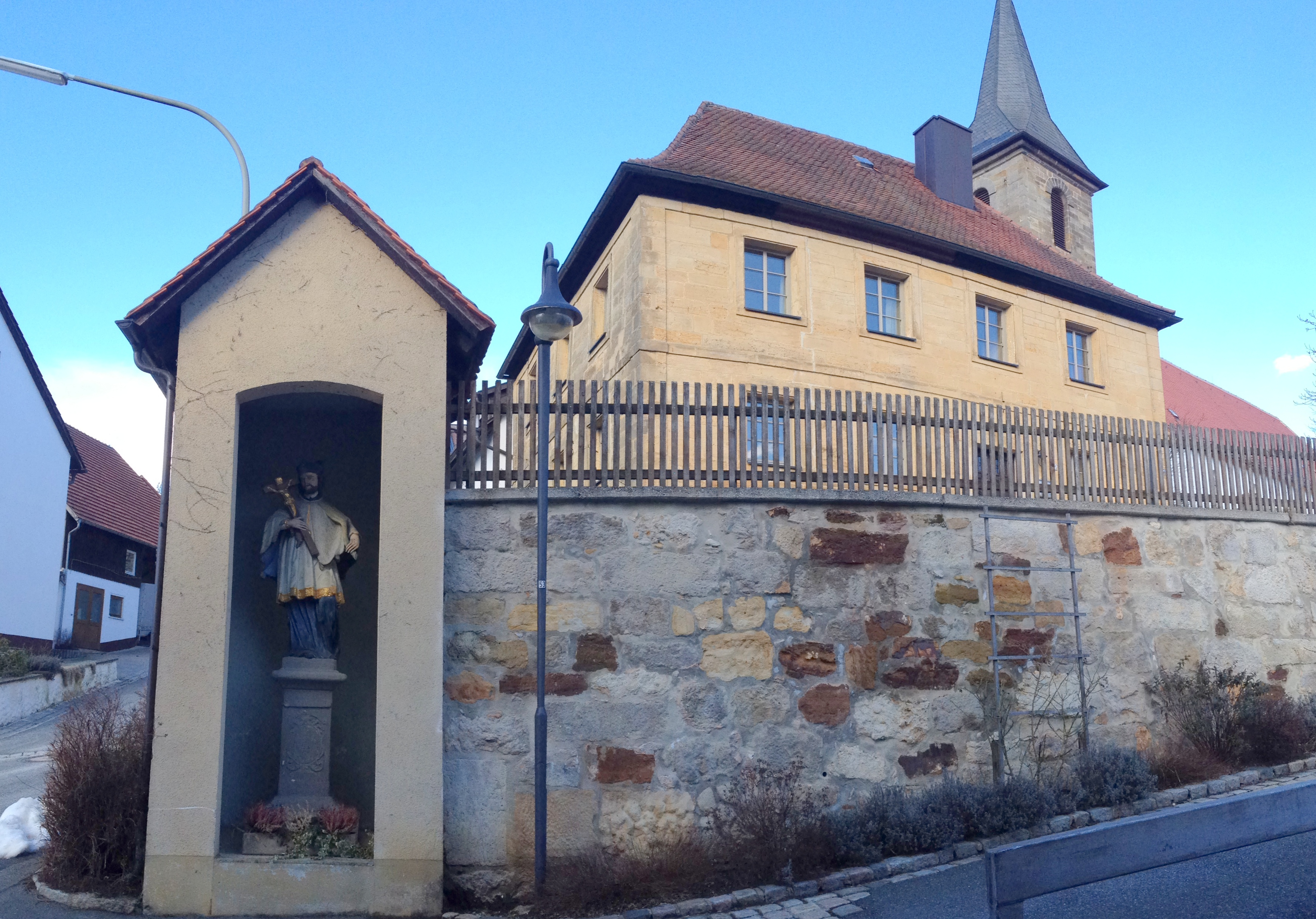
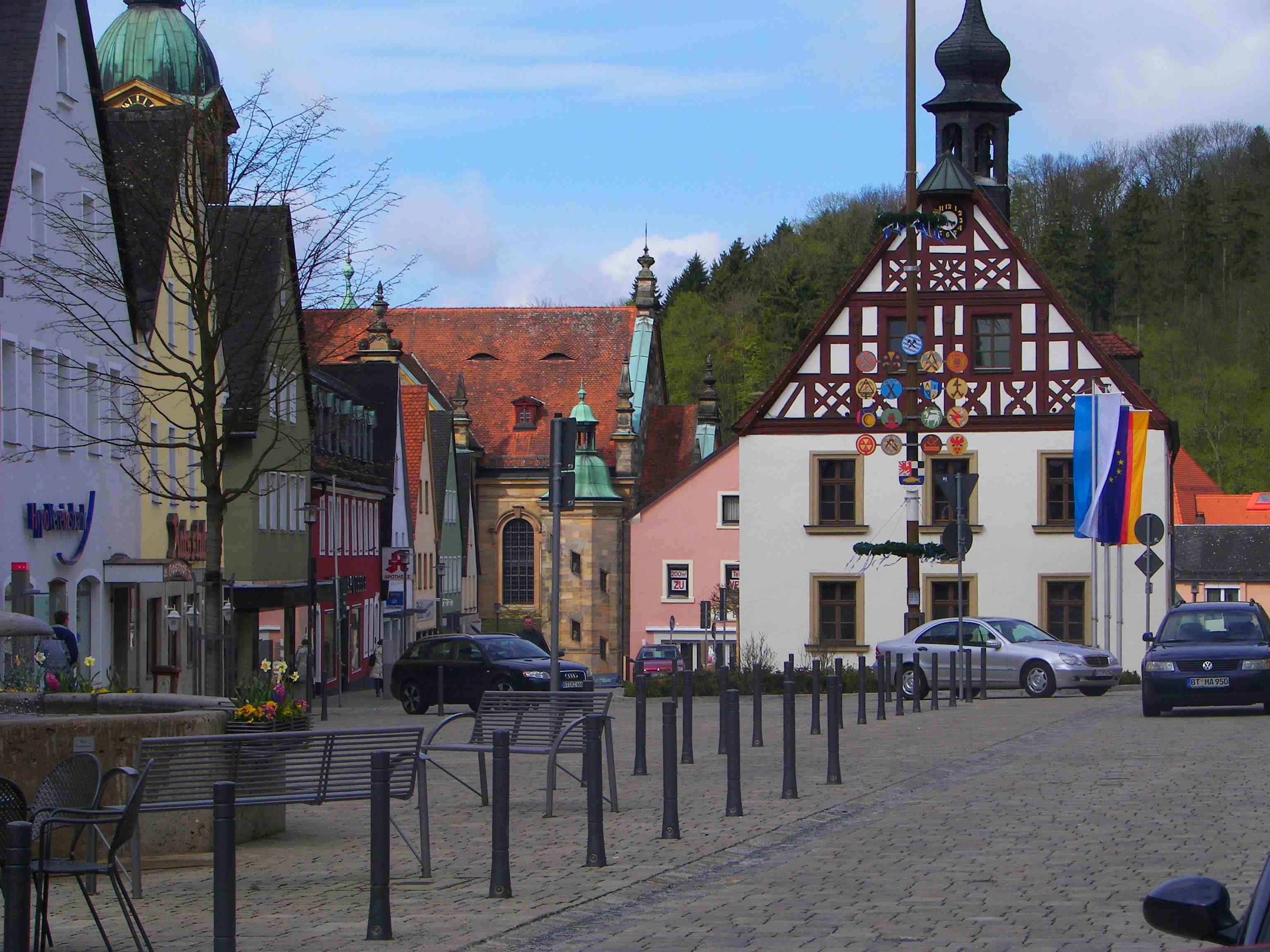
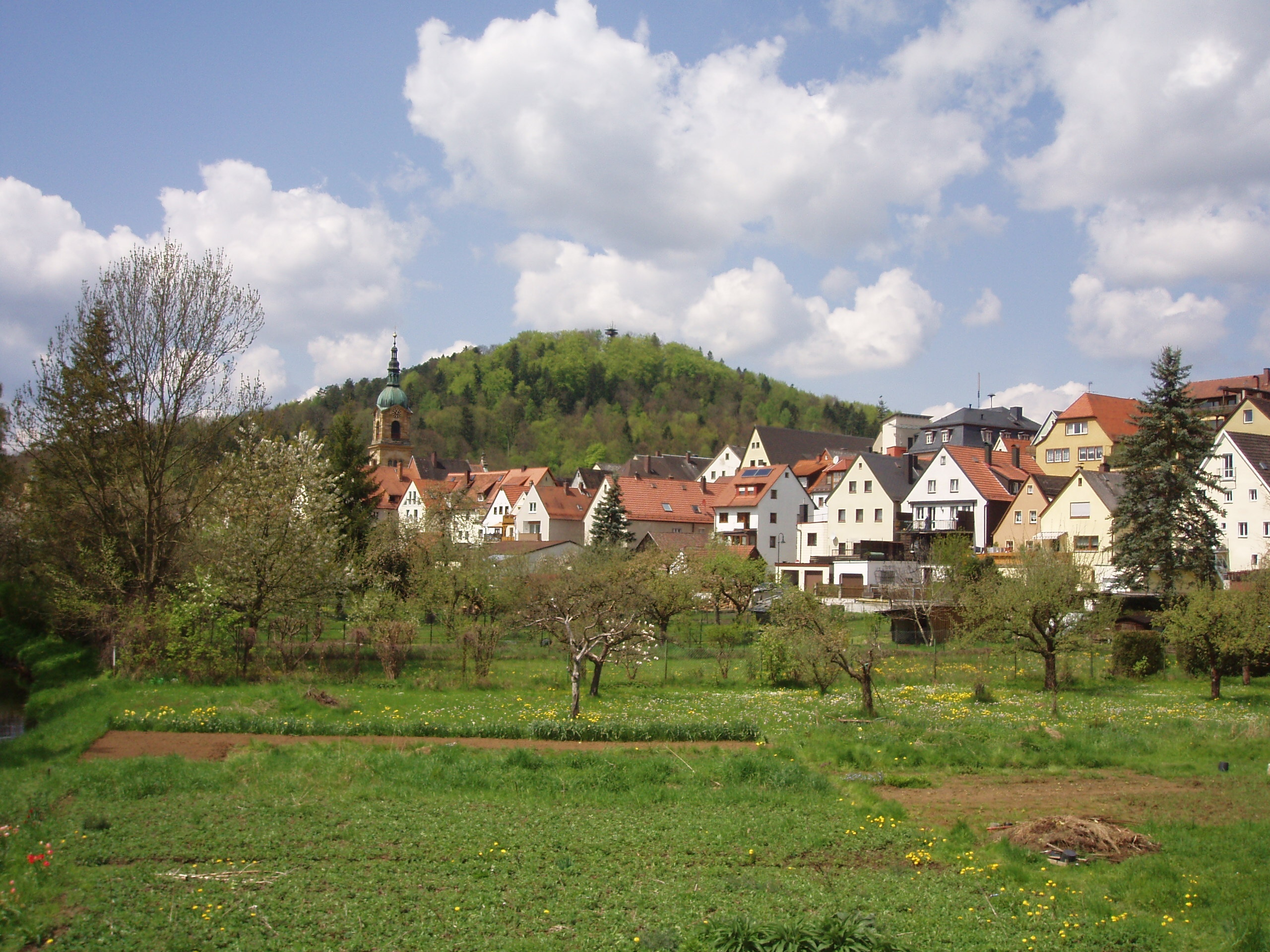
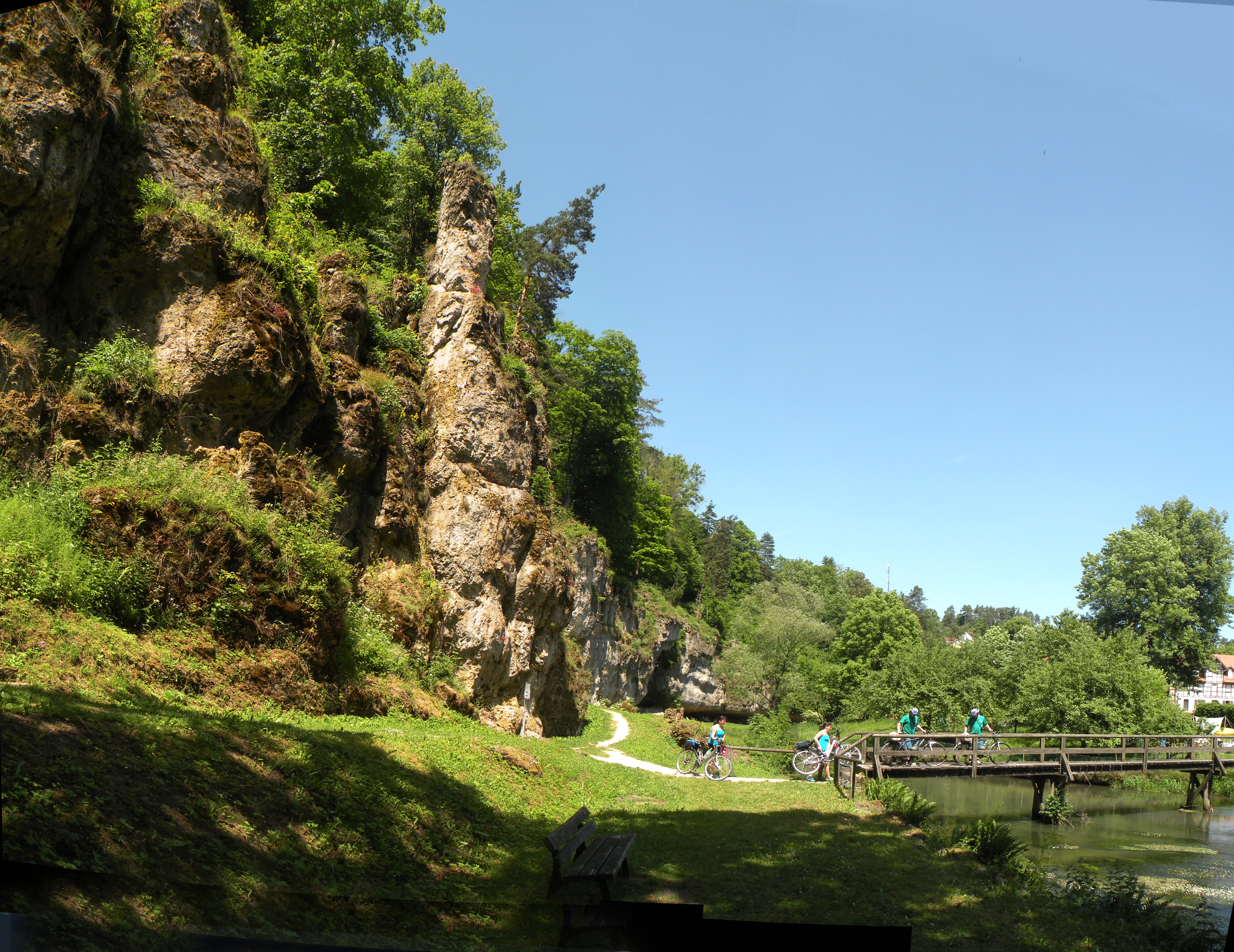
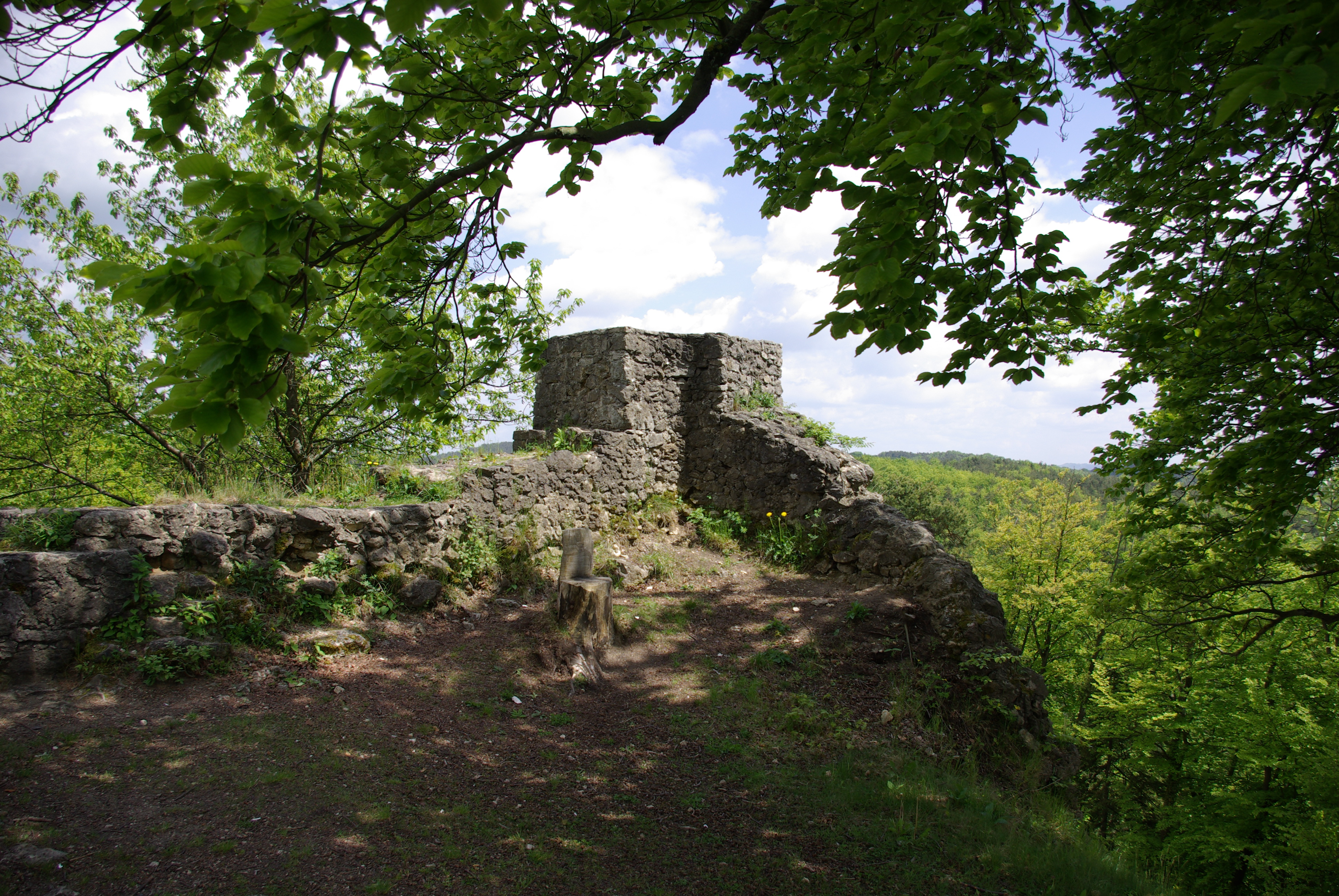
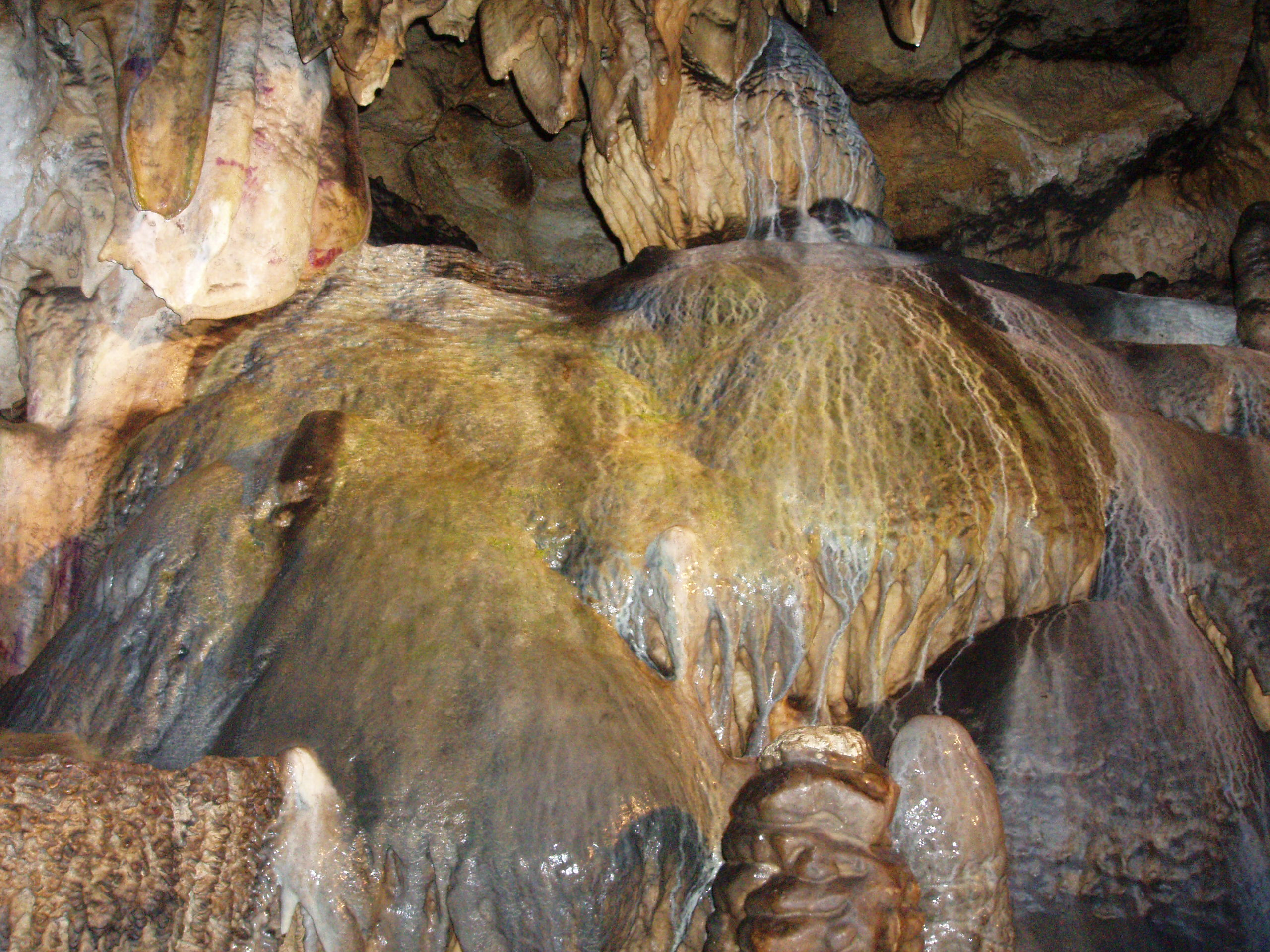
A Maximiliansgrotte cseppkőbarlang részlete

## Népesség
A település népessége az elmúlt években az alábbi módon változott:
| Lakosok száma | 1612 | 6825 | 10 314 | 13 282 | 13 427 | 13 346 | 13 294 | 13 290 | 13 298 | 13 741 |
|               | 1875 | 1950 | 1975   | 1987   | 2012   | 2014   | 2016   | 2017   | 2021   | 2023   |